# Provincia Kocaeli
Provincia Kocaeli este o provincie a Turciei cu o suprafață de  km², localizată în
1. ↑   (PDF) https://www.harita.gov.tr/images/urun/il_ilce_alanlari.pdf Lipsește sau este vid: |title= (ajutor)